# Söderhamns och Hudiksvalls valkrets
Söderhamns och Hudiksvalls valkrets var i valen till andra kammaren 1866–1884 en egen valkrets med ett mandat. Valkretsen, som omfattade städerna Söderhamn och Hudiksvall men inte den omgivande landsbygden, avskaffades vid extravalet 1887 då Söderhamn bildade Söderhamns valkrets medan Hudiksvall uppgick i Östersunds och Hudiksvalls valkrets. 

## Riksdagsmän
- Pehr Staaff, min 1867 (1867–1870)
- Johan Gustaf Brolin (1871–1872)
- Pehr Staaff (1873–1875)
- Johan Gustaf Brolin (1876)
- Pehr Staaff (1877–1878)
- Wilhelm von Rehausen (1879–1881)
- Frans Berglöf (1882–1887)